# Masana Ōya
Masana Ōya (大矢真那, Ōya Masana), née le 6 novembre 1990 dans la préfecture d'Aichi, au Japon, est une chanteuse, idole japonaise du groupe de J-pop SKE48.